# Attentats à la bombe du Caire (1948)
Les Attentats à la bombe du Caire, en 1948, sont une série d'attentats ciblant la communauté juive égyptienne,. Entre juin et juillet 1948, 70 juifs furent tués et 200 blessés.
Selon le président séfarade de la communauté juive du Caire Salvator Cicurel (en), qui s'est exprimé en octobre 1948 devant le Comité des juifs américain, "les récentes explosions de violence […] sont liées à l'existence d'Israël et aux défaites de l'armée égyptienne dans la guerre israélo-arabe",

## Les attentats
La première bombe a été posée le 20 juin 1948 à Harat Al-Yahud Al-Qara'in, le quartier des juifs karaïtes du Caire. 22 juifs ont été tués et 41 blessés. L'attentat a eu lieu lors de la première trêve de la Guerre israélo-arabe de 1948-1949. Les autorités ont d'abord faussement imputé l'explosion à des feux d'artifice entreposés dans les maisons juives et aux rivalités entre karaïtes et juifs rabbiniques.
Quatre semaines plus tard, le 15 juillet, au cours de la seconde phase de la Guerre israélo-arabe de 1948-1949, trois B-17 de l’armée de l'air israélienne bombardent un quartier résidentiel de la ville tuant des civils. Une manifestation spontanée marche en colère sur le quartier juif après ces bombardements.
Deux jours plus tard, les autorités égyptiennes signalent un nouveau bombardement aérien potentiel mais il s'agit d'une fausse alerte.
Deux jours après, le 19 juillet, des bombes explosent dans les grands magasins Cicurel et Oreco, appartenant à des juifs.
Le 28 juillet et le 1er août, les grands magasins Adès et Gattegno sont également les cibles d’attentats à la bombe.
Le 22 septembre, cinq jours après l'assassinat par le Lehi (Stern en anglais) du médiateur des Nations unies, Folke Bernadotte, dont le plan prévoyait l'attribution à Israël de 20 % de la Palestine, au lieu de 55%, 19 juifs sont assassinés au Caire en Egypte 19 juifs sont tués et 62 blessés dans une explosion dans le quartier juif de la ville.
Le 12 novembre, peu de temps après une défaite égyptienne dans une bataille contre les Israéliens, une bombe détruit les locaux de la Société Orientale de Publicité, une grande maison d'édition et de publicité.

## Poursuites judiciaires
Les frères musulmans ont été fortement suspectés d'être à l'origine de cette vague de violence. Le gouvernement n'a réagi en rien, en raison de la force et de l'influence grandissante des Frères musulmans en Égypte. En novembre 1948, après plusieurs tentatives d’attentat et d’assassinat, le gouvernement arrêta 32 dirigeants de la direction secrète du mouvement et décida son interdiction.
À ce moment, les Frères Musulmans ont environ 2 000 branches et 500 000 membres ou sympathisants.
Le 8 décembre 1948, le Premier ministre Mahmoud an-Nukrashi Pacha dissout officiellement l’organisation.
Au cours d'un procès en 1950, les membres de l’organisation sont poursuivis pour l'organisation des attentats contre les juifs du Caire perpétrés de juin à novembre 1948. L'accusation soutenait que les attentats faisaient partie d'une stratégie visant à exploiter la question du conflit israelo-palestinien afin de déstabiliser le régime.
Le roi Farouk a soutenu Salvator Cicurel (en), avec qui il entretenait des relations cordiales, dans l'entreprise de reconstruction et de réouverture du magasin Cicurel visé par un des attentats de juillet 1948. 

## Analyse des événements
L'historien Joel Beinin (en) rappelle qu'à la suite des attentats, en 1948, le gouvernement israélien et le Comité des juifs américain avaient rapproché ces actes de violence perpétrés contre les juifs égyptiens des persécutions nazies dans les années 1930, sans jamais faire référence, sinon en passant, à la guerre entre Israël et l'Egypte. Selon Joel Beinin (en), ces affirmations sans crédibilité aucune s'expliquent par la transposition dans le contexte égyptien de termes d'analyse qui valent pour l'Europe, mais nullement pour le monde arabe.